# Марикопа (племе)
Вижте пояснителната страница за други значения на Марикопа.
Марикопа (на английски: Maricopa) е термин, който се отнася до няколко юмански групи, които живеят на и в близост до река Хила и нейните притоци в южна Аризона, САЩ. Културно хората известни с това име са подобни на юма и мохаве. Днешните марикопа се идентифицират с юманските групи, които живеят на река Колорадо, в района около устието на Хила в миналото. Тези групи – халийкуамаи, халчидома, кавелчадум и кохуана са културно и езиково свързани помежду си. Около 1200 г. части от тези групи започват да мигрират към Хила. Тук те стават известни на испанците като „опа“ или „кокомарикопа“.
За първи път юманските села в долното течение на Хила са споменати от отец Еузебио Кино през 1694 г. Първоначално името кокомарикопа се отнася до кавелчадум, които живеят в района на Хила Бенд до Паинтед Рок Маунтън. В началото на 19 век терминът халчидома започва да се използва за определена юманска група, живееща на Колорадо южно от мохаве. На юг от халчидома живеят кохуана и халийкуамаи. Всички те между 1820 г. и 1840 г. се преместват в областта на Сакет – Марикопа Уелс. Когато идват американците в средата на 19 век четирите групи живеят заедно при пима в равнините над Хила Кросинг. Американците започват да ги наричат с общото име марикопа.

## Култура
Селата на кокомарикопа са населени от по няколко семейства, които се трудят в дадена географска област и са организирани в бащини кланове. Клановете са екзогамни – хората се женят в друг клан или в друга местна група. Основно жилище е куполовидна колиба от мескити или тополови клони покрита с тръстика. Стените и са измазани с кал. Правоъгълни дървени постройки често са долепени до дома. В селото има още складове, зърнохранилища и колиба за изпотяване. Чрез система от напоителни канали кокомарикопа развиват изключително доходоносно земеделие. Отглеждани са предимно царевица, тикви, боб, дини и памук. Хората допълват храната си със събирането на диви плодове, семена, ядки, мед и ларви. Мъжете ловуват различни диви животни и ловят риба. Известни са с кошниците си и тъканите си, но най-вече с фината червена керамика. Тъкането на одеяла е съвместна работа, извършвана и от мъже, и от жени. Започват да използват коня от 17 век. Основно облекло за мъжете е набедреник, а за жените пола от върбова кора. И двата пола използват памучни и кожени дрехи в студеното време, и сандали от необработена кожа при пътуване.
Като цяло церемониализма сред юманските племена не е добре развит. Хората вярват в силата на сънищата, които според тях ръководят живота им. Най-важни церемонии са провеждани в чест на мъртвите и при боен поход. Цели села се местят, когато някой умре. Мъртвият, дома и собствеността му са изгаряни.

## История
Първоначално кокомарикопа живеят на малки групи по река Колорадо, под мохаве. Около 1200 г. започват да мигрират на изток към Хила, принудени вероятно от враждебността на юма и мохаве. На Хила те последователно са посетени от испански експедиции през 1604 г., 1701 г. и 1771 г. От 1775 г. влизат отново във война с юма. Между 1820 г. и 1840 г. останките от кахуана, халчидома, кавелчадум и халийкуамаи са принудени да се преместят отново и се присъединяват към марикопа. Установяват се при пима в района на Сакет – Марикопа Уелс. През 1840 г. епидемия значително намалява броя им. В този период са в тесен съюз с пима и през 1857 г. нанасят голямо поражение на юма при Марикопа Уелс. На 28 февруари 1859 г. с Акт на Конгреса е създаден резервата Пима за пима и групите марикопа. През годините след това размера на резервата е променян 4 пъти, без да се питат индианците. В резервата за кратко време марикопа се превръщат в успешни фермери, но ежегодните суши и отклоняването на водата от американските заселници провалят селското им стопанство.